# 道の駅おおさと
道の駅おおさと（みちのえき おおさと）は、宮城県黒川郡大郷町中村にある主要地方道大和松島線の道の駅である。愛称は大郷ふるさとプラザ。
1993年（平成5年）4月開設、1996年（平成8年）に道の駅に登録された。

## 施設
- 駐車場
  - 普通車：79台
  - 大型車：5台
  - 身障者用：2台
- トイレ （外部トイレは24時間利用可能）
  - 男：大 8器（3器）、小 17器（5器）
  - 女：18器（5器）
  - 身障者用：2器（1器）
- 公衆電話：1台
- 物産館（9:00 - 18:00）
- 開発センター
- 公園（郷郷ランド）
- ファーストフードコーナー
- 農産物直売所
- レストラン「旬菜」（11:00 - 17:00 ラストオーダー16:30）
- 七十七銀行（ATM）
- 仙台銀行（ATM）
- あさひな農業協同組合（ATM）

## 休館日
- 12月30日 - 1月2日

## アクセス
- 宮城県道9号大和松島線 - 登録路線
  - 宮城県道40号利府松山線
- 大郷町住民バス 物産館バス停[1]

## 周辺
- 宮城県道241号大和幡谷線
- 大郷町役場
- 松島国カントリークラブ
- おおさとゴルフ倶楽部
- 黒川地域行政事務組合消防本部黒川消防署大郷出張所
- 大郷郵便局
- 大郷町文化会館
- 郷郷ランド
- 支倉常長メモリアルパーク